# Conciliação bancária
Conciliação bancária ou Reconciliação Bancária é uma forma de controle administrativo e contabilístico utilizado nas empresas, dos seus saldos bancários em dinheiro mantidos em contas correntes de instituições financeiras ou bancos.
O objetivo da conciliação é corresponder os saldos das contas contábeis de Bancos - Conta-Movimento ou similares, tanto no Razão quanto no Livro Diário, com o demonstrado no respectivo extrato bancário da  conta corrente. Evidentemente, haverá divergências como a dos "Cheques a Compensar", que se darão em função do intervalo de tempo entre a data da emissão do cheque e a do efetivo saque do mesmo na conta corrente (Ver Clearing). Todas as divergëncias verificadas deverão constar de um relatório, de quais os erros e ocorrências anormais deverão ser corrigidas (análise contábil) ou investigadas (auditoria) com urgência. 
Em empresas maiores, esse procedimento de controle contabil era chamado de "reconciliação bancária", pois havia um primeiro procedimento de conferência dos extratos, feito pelo confronto com os controles do gerente ou departamento financeiro. 
Com o advento da automação, muitas empresas conseguiram fazer os seus lançamentos nas contas contábeis referentes a movimentação das contas bancárias de movimento, diretamente por intermédio de uma fita magnética ou similar fornecida pelo banco. Esse procedimento elimina a reconciliação bancária em muitos casos, havendo a necessidade de apenas uma revisão contábil periódica. 
Existem extratos eletrónicos que facilitam a conciliação bancária e reduzem a hipótese de erros quando utilizados por softwares financeiros. Os formatos mais usados para extrato eletrónico são: CNAB400, CNAB240, OFC ou OFX. 
Poderá ainda recorrer a soluções, automatizadas, em softwares de gestão como o Bank Connector no Software PHC. 
A conciliação na parte contábil é feita da seguinte forma:
Quando um cheque é utilizado como forma de aumentar o caixa:
```
Débito - Caixa
Crédito - Banco
```

Quando um cheque é utilizado para prover o pagamento de obrigações:
```
Débito - Fornecedor
Crédito - Banco
```

Em todo extrato existem tarifas cobradas pelo bancos para manutenção da conta. Neste caso:
```
Débito - Despesas Bancárias
Crédito - Banco
```

Observação:
- Ao realizar os lançamentos deve-se ater-se ao fato de que nem todas as despesas do extrato devem ser lançadas em Despesas Bancárias pois existem outras despesas que aparecem nos extratos como IOF e juros que devem ser contabilizadas como tal. Embora estas também sejam despesas, não poderão ser incluídas no mesmo grupo de despesas, sendo estas lançadas em Despesas com IOF e Despesas com Juros respectivamente. As despesas bancárias normalmente são despesas com manutenção de conta, extratos e tarifas de depósitos ou de retiradas da conta bancária, as demais devem ser analisadas para ver a qual grupo de despesas pertencem.

Ainda em relação à conciliação bancária, podem ocorrer ganhos, pois muitas contas correntes estão vinculadas ou assemelham-se a contas de aplicações de curto prazo, o que neste caso requer um lançamento diferenciado dos demais:
```
Débito - Banco
Crédito - Rendimento Financeiro ou Rendimento Conta Aplicação
```

Este último sendo incorporado à demonstração do resultado do exercício como Receitas Financeiras, assim como as despesas também fazem parte das Demonstrações como Despesas Financeiras.